# هیوندای تیراکان
هیوندای تیراکان (Hyundai Terracan) خودرویی است که از سال ۲۰۰۱ تا ۲۰۰۷ و از سال ۲۰۰۴ تا ۲۰۱۵ (برای بازار چین) توسط شرکت کره‌ای هیوندای موتور تولید شده‌است. طراحی آن موتور جلو و خودرو چهار چرخ محرک بوده است. سیستم جعبه‌دندهٔ آن ۵ دنده به دو صورت خودکار و دستی است.

## نگارخانه

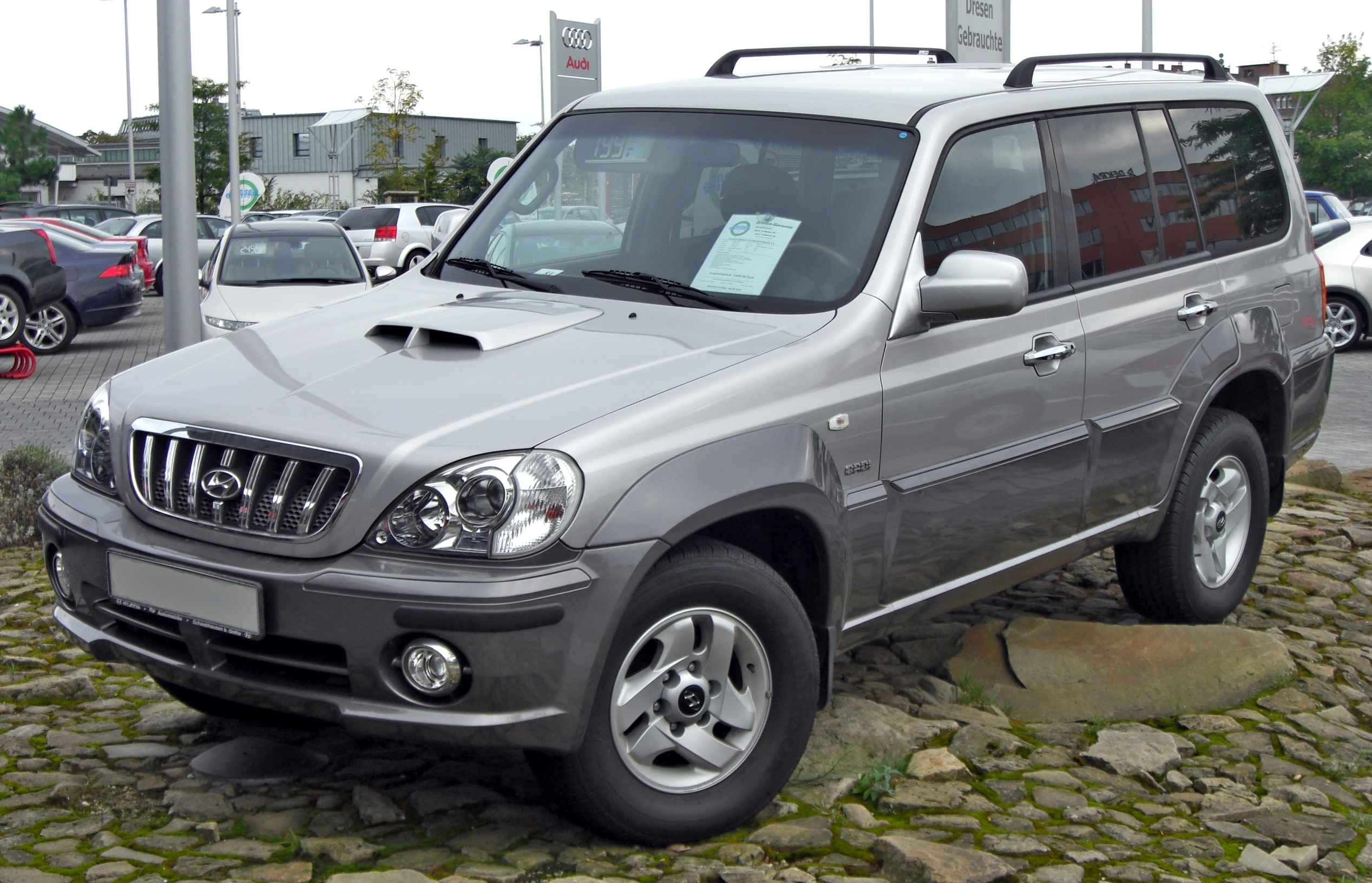
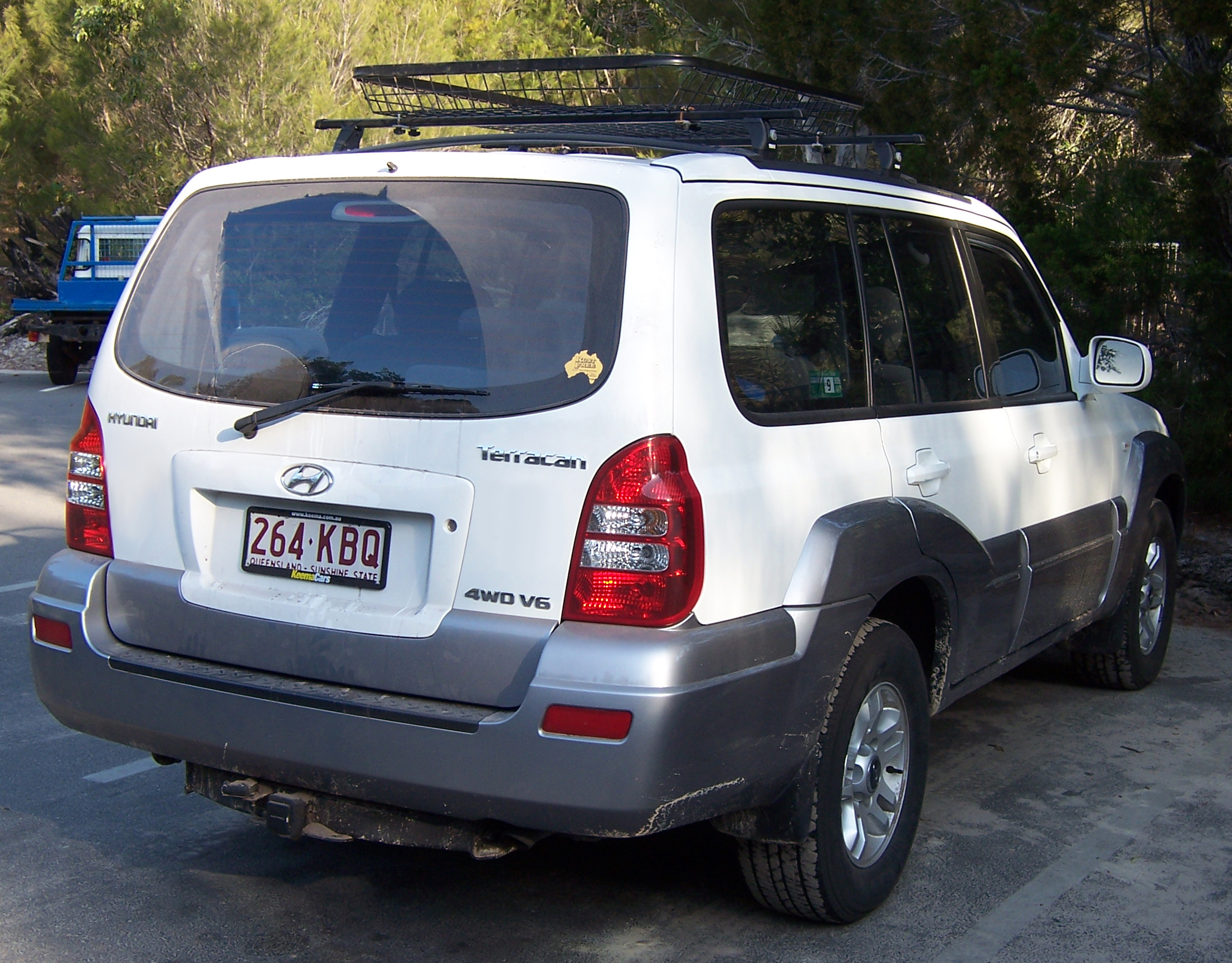
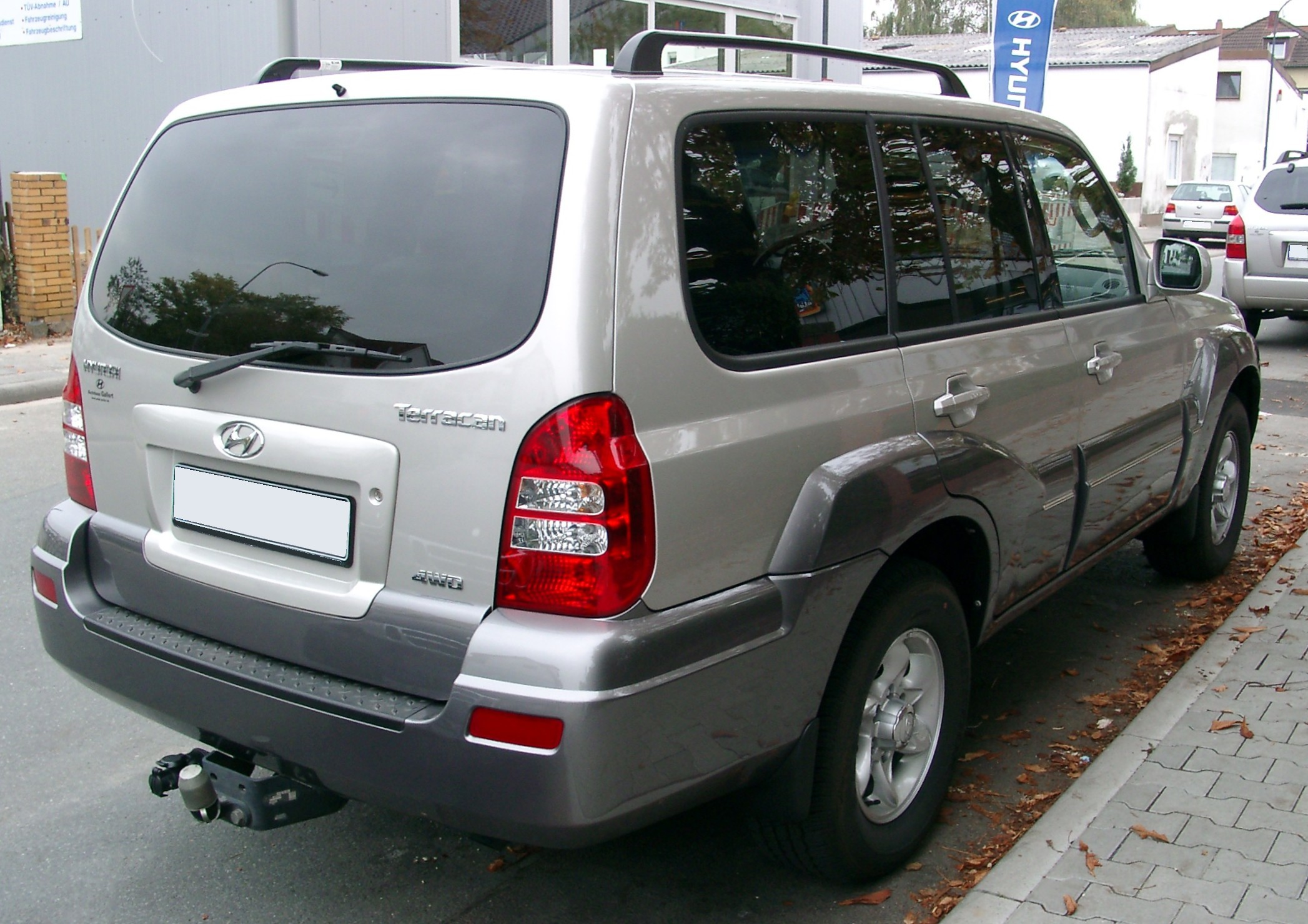